# Maksimum breaks
Maksimum break er et udtryk fra billardspillet snooker, der beskriver det antal point, der maksimalt kan opnås i en enkelt tur. Dette pointtal er 147, hvorfor et maksimum break i daglig tale også ofte kaldes for et '147'.
For at lave 147 point i en tur skal der skal alle 15 røde puttes med 15 put af sort ind imellem, herefter skal farverne puttes i rækkefølgen: Gul, grøn, brun, blå, pink, sort.
Tilkendes en 'fri ball' er det muligt at lave et break på 155. Dette har dog endnu ikke fundet sted ved en officiel turnering.